# 21 november
21 november är den 325:e dagen på året i den gregorianska kalendern (326:e under skottår). Det återstår 40 dagar av året.

## Namnsdagar

### I den svenska almanackan
- Nuvarande – Helga och Olga
- Föregående i bokstavsordning
  - Helga – Namnet infördes på dagens datum 1901 och har funnits där sedan dess.
  - Heliodorus – Namnet fanns, till minne av en kristen martyr i Mindre Asien, på dagens datum före 1901, då det utgick.
  - Helle – Namnet infördes på dagens datum 1986, men utgick 1993.
  - Hilde – Namnet infördes på dagens datum 1986, men utgick 1993.
  - Marie offring – Denna benämning på dagens datum fanns där före 1901, till minne av jungfru Marias invigning (konsekration) i kyrkan, men utgick innan dess.
  - Olga – Namnet infördes 1986 på 30 mars, men flyttades 1993 till dagens datum och har funnits där sedan dess.
- Föregående i kronologisk ordning
  - Före 1901 – Marie offring och Heliodorus
  - 1901–1985 – Helga
  - 1986–1992 – Helga, Helle och Hilde
  - 1993–2000 – Helga och Olga
  - Från 2001 – Helga och Olga
- Källor
  - Brylla, Eva (red.). Namnlängdsboken. Gjøvik: Norstedts ordbok, 2000 ISBN 91-7227-204-X
  - af Klintberg, Bengt. Namnen i almanackan. Gjøvik: Norstedts ordbok, 2001 ISBN 91-7227-292-9

### Finlandssvenska almanackan
- Nuvarande från 1929[1] – Hilma
- I föregående revideringar[a][2]
  - inga ändringar sedan 1929

## Händelser
- 235 – Sedan Pontianus har blivit avsatt 28 eller 29 september väljs Anterus till påve.
- 1783 – Den första varmluftsballongen, en uppfinning av bröderna Joseph Montgolfier och Étienne Montgolfier, sänds upp.
- 1789 – North Carolina ratificerar den amerikanska konstitutionen och blir därmed den 12:e delstaten som upptas i den amerikanska unionen.[3]
- 1916 – HMHS Britannic sjunker i Medelhavet.
- 1920 – Blodiga söndagen i Dublin inleds.
- 1927 – Spanien delar in Kanarieöarna i två provinser, Las Palmas de Gran Canaria och Santa Cruz de Tenerife.[4]
- 1938 – Det brittiska parlamentet beslutar att ta emot judiska flyktingbarn i en aktion kallad Kindertransport.
- 1947 – Upplösning av oppositionspartier i Polen och Ungern.
- 1953 – Piltdownmannen avslöjas som en bluff.
- 1961 – La Ronde invigs, första roterande restaurang i Nordamerika.
- 1995 – Daytonavtalet undertecknas och avslutar Bosnienkriget.
- 2003 – Webbplatsen The Pirate Bay öppnas.
- 2007 – Harry Potter och dödsrelikerna ges ut i svensk översättning
- 2008 – Filmen Twilight har premiär i USA, Sverige och Sydkorea.

## Födda
- 1643 – René Robert Cavelier de La Salle, fransk upptäcktsresande.
- 1692 – Carlo Innocenzo Frugoni, italiensk poet.
- 1694 – François Voltaire, fransk författare.
- 1714 – Ture Gustaf Rudbeck, bland annat överståthållare.
- 1729 – Josiah Bartlett, amerikansk politiker.
- 1761 – Dorothea Jordan, irländsk skådespelare.
- 1768 – Friedrich Schleiermacher, tysk protestantisk teolog och filosof.
- 1774 – Elisabetta Canori Mora, italiensk tertiar inom trinitarieorden; saligförklarad 1994.
- 1831 – John Franklin Miller, amerikansk republikansk politiker och general, senator (Kalifornien) 1881–1886.
- 1840 – Viktoria av England, engelsk prinsessa som blev tysk kejsarinna och drottning av Preussen.
- 1851 – Désiré-Joseph Mercier, belgisk katolsk ärkebiskop och kardinal.
- 1854 – Benedictus XV, född Giacomo Paolo Giovanni Battista della Chiesa, påve 1914–1922.
- 1856 – Jens Christian Christensen, dansk politiker, konseljpresident 1905–1908.
- 1858 – Charles A. Towne, amerikansk politiker, senator (Minnesota) 1900–1901.
- 1864 – Arthur Quiller-Couch, brittisk författare och litterturvetare.
- 1869 – Erik Dan Bergman, svensk journalist och författare.
- 1870 – Sigfrid Edström, VD på Asea 1903-1933 och ordförande i Internationella olympiska kommittén 1946–1952.
- 1875 – Gottfrid Larsson, svensk konstnär.
- 1878 – Ibra Charles Blackwood, amerikansk demokratisk politiker, guvernör i South Carolina 1931–1935.
- 1887 – Joseph Mary Plunkett, irländsk poet och revolutionär.
- 1898 – René Magritte, belgisk konstnär.
- 1900
  - Humbert Achamer-Pifrader, tysk SS-officer.
  - Alice Calhoun, amerikansk skådespelare.
- 1904 – Coleman Hawkins, amerikansk jazzsaxofonist.
- 1911 – Bo Ljungberg, svensk friidrottare.
- 1912 – Eleanor Powell, amerikansk skådespelare och dansare.
- 1918 – Olof Bergström, svensk regissör och skådespelare.
- 1919 – Gert Fredriksson, svensk kanotist, vann bl.a. sex guldmedaljer i OS och sju guldmedaljer i VM, mottagare av Svenska Dagbladets guldmedalj 1949.
- 1930 – Gerard Lindqvist, svensk skådespelare.
- 1937 – Ingrid Pitt, polskfödd brittisk skådespelare.
- 1939 – Mulayam Singh Yadav, indisk politiker.
- 1940 – Natalja Makarova, rysk balettdansös.
- 1943 – Jacques Laffite, fransk racerförare.
- 1944 – Harold Ramis, amerikansk skådespelare, regissör och manusförfattare
- 1945
  - Goldie Hawn, amerikansk skådespelare.
  - Christina Blomqvist, grafisk formgivare
- 1948 – Deborah Shelton, amerikansk fotomodell och skådespelare.
- 1949 – Lars Leijonborg, svensk politiker (FP), partiordförande 1997–2007, statsråd.
- 1956 – Terri Welles, amerikansk fotomodell och skådespelare.
- 1957 – Håkan Bjerking, svensk teater- och filmregissör och producent.
- 1958 – Birgitta Englin, svensk skådespelare och teaterregissör.
- 1961 – Anthony G. Brown, amerikansk demokratisk politiker.
- 1962 – Steven Curtis Chapman, amerikansk musiker.
- 1964 – Yvette Clarke, amerikansk demokratisk politiker, kongressledamot 2007–.
- 1965
  - Björk Guðmundsdóttir, isländsk musiker.
  - Reggie Lewis, amerikansk basketspelare.
- 1966 – Magnus Eriksson, "Norpan", svensk trumslagare som spelat med Lars Winnerbäck och Ulf Lundell, m. fl.
- 1968 – Alex James, brittisk musiker och låtskrivare.
- 1969 – Ken Griffey Jr., amerikansk basebollspelare.
- 1970
  - Tom Rooney, amerikansk republikansk politiker, kongressledamot 2009–2019.
  - Renato Vrbičić, kroatisk vattenpolospelare.
- 1974 – Eric Ericson, svensk skådespelare.
- 1977 – Annie, norsk artist och sångare.
- 1978 – Jovanka Mardova, indonesisk skådespelare
- 1983 – Blake McGrath, kanadensisk dansare och artist.
- 1984 – Yasemin Smit, nederländsk vattenpolospelare.

## Avlidna
- 496 – Gelasius I, helgon, påve sedan 492.
- 1325 – Jurij av Moskva, storfurste av Moskva och Vladimir.
- 1555 – Georgius Agricola, tysk humanist, mineralog och metallurg.
- 1695 – Henry Purcell, engelsk kompositör.
- 1696 – Otto von Guericke, tysk politiker och uppfinnare.
- 1811 – Heinrich von Kleist, tysk poet, dramaturg och novellist.
- 1844 – Ivan Krylov, rysk fabeldiktare.
- 1875 – Orris S. Ferry, amerikansk politiker och militär, senator (Connecticut) 1867–1875.
- 1885 – George Catlin Woodruff, amerikansk demokratisk politiker, kongressledamot 1861–1863.
- 1893 – Jeremiah McLain Rusk, amerikansk republikansk politiker, USA:s jordbruksminister 1889–1893.
- 1899 – Garret Hobart, amerikansk republikansk politiker, USA:s 24:e vicepresident 1897–1899.
- 1909 – Peder Severin Krøyer, dansk-norsk konstnär.
- 1916 – Frans Josef I av Österrike, kejsare av Österrike sedan 1849 och konung av Ungern sedan 1867, Österrike-Ungerns regent i 48 år.
- 1908 – Herman Björnström, 68, domprost i Västerås stift
- 1921 – Kristina Nilsson, svensk operasångare med internationell karriär.
- 1924
  - Florence Harding, amerikansk presidenthustru 1921-1923
  - Alois Riehl, österrikisk filosof.
- 1926 – Joseph McKenna, amerikansk jurist och republikansk politiker.
- 1928 – Esaias Tegnér den yngre, professor, ledamot av Svenska Akademien.
- 1948 – Karin Alexandersson, svensk skådespelare.
- 1949 – John Ekman, svensk skådespelare.
- 1953 – William Denney, amerikansk republikansk politiker, guvernör i Delaware 1921–1925.
- 1957 – Cary A. Hardee, amerikansk demokratisk politiker, guvernör i Florida 1921–1925.
- 1959 – Max Baer, 50, amerikansk pugilist, världsmästare i tungviktsboxning 1934-1935 (född 1909)
- 1970 – Chandrasekhara Venkata Raman, 82, indisk fysiker, mottagare av Nobelpriset i fysik 1930.
- 1982 – Gertie Löweström, 84, svensk skådespelare.
- 1983 – Lennart Fors, 51, svensk kompositör och musikarrangör.
- 1987 – Jim Folsom, 79, amerikansk demokratisk politiker, guvernör i Alabama 1947–1951 och 1955–1959.
- 1993
  - Bill Bixby, 59, amerikansk skådespelare.
  - Kjell Löwenadler, 87, svensk konstnär.
- 1994 – Thomas Kuchel, 84, amerikansk republikansk politiker, senator (Kalifornien) 1953–1969.
- 1996 – Abdus Salam, 70, pakistansk teoretisk fysiker, mottagare av Nobelpriset i fysik 1979.
- 1998 – Stu Ungar, 45, amerikansk pokerspelare.
- 2000 – Harald Leipnitz, 74, tysk skådespelare.
- 2006
  - Hassan Gouled Aptidon, 90, djiboutisk tidigare president.
  - Pierre Amine Gemayel, 34, libanesisk politiker och industriminister.
- 2007 – Herbert Saffir, 90, amerikansk forskare som utvecklade Saffir–Simpsons orkanskala.
- 2011 – Anne McCaffrey, 85, amerikansk science fiction-författare.
- 2015 – Evert Sandin, 83, svensk dragspelare.[5]
- 2024 – Pehr G. Gyllenhammar, 89, svensk företagsledare.

### Fotnoter
1. ↑  ”Universitetets namnsdagsalmanacka - Universitetets almanacksbyrå”. almanakka.helsinki.fi. Helsingfors universitet. https://almanakka.helsinki.fi/sv/kalender-2025/. Läst 22 februari 2025.
2. ↑  ”Namnsdagsrevideringar - Universitetets almanacksbyrå”. almanakka.helsinki.fi. Helsingfors universitet. https://almanakka.helsinki.fi/sv/namnsdagar/namnsdagsrevideringar.html. Läst 3 oktober 2020.
3. ↑  ”United States of America” (på engelska). World Statesmen. http://www.worldstatesmen.org/United_States.html. Läst 22 september 2012.
4. ↑  ”Canary Islands” (på engelska). World Statesmen. http://www.worldstatesmen.org/Canary_Islands.html. Läst 7 november 2012.
5. ↑  www.dt.se om Evert Sandins död